# 후두엽

붉은 부분이 후두엽

대뇌피질 모식도. 파란색부분이 전두엽, 노란색부분이 두정엽, 초록색부분이 측두엽, 빨간색부분이 후두엽을 나타낸다.

후두엽(後頭葉, occipital lobe) 또는 뒤통수엽은 바깥쪽 표면에서 두정후두고랑 위쪽 끝부분과 후두전패임을 잇는 가상적인 선의 뒤쪽 부분이고, 안쪽 표면에서는 두정후두고랑의 뒤쪽 부분이다. 시각연합영역과 시각피질이라고 하는 시각중추가 있어 시각정보의 처리를 담당한다. 눈으로 들어온 시각정보가 시각피질에 도착하면 사물의 위치, 모양, 운동 상태를 분석한다. 여기에 장애가 생기면 눈의 다른 부위에 이상이 없더라도 볼 수 없게 된다.
전두엽, 두정엽, 측두엽과 함께 대뇌피질을 구성한다.

## 구조
후두엽은 뇌를 구성하는 엽 중 가장 작은 엽이다. 이름에서 알 수 있듯 대뇌의 뒷부분, 소뇌의 위에 위치한다. 후두엽을 덮고 있는 머리뼈의 이름 역시 뒤통수뼈, 혹은 후두골이라고 한다. 소뇌와는 경막으로 나뉘어있고, 신경도 직접 연결되어있지 않다.
후두엽은 새발톱고랑(calcarine fissure)과 두정후두고랑을 이은 선을 기준으로 나눈다.

## 기능
후두엽은 전부 시각과 관련된 것으로 알려져 있다. 외측슬상핵으로부터 일차시각피질이 시각 정보를 전달받고, 그 후에 후두엽의 여러 영역으로 정보가 전파되며 처리된다. 좌뇌의 후두엽에는 양쪽 눈의 좌측 망막에서 출발한 신호, 즉 우측 시야에 대한 정보가 도착한다. 마찬가지로 우뇌의 후두엽에는 양쪽 눈의 우측 망막에서 출발한 신호, 즉 좌측 시야에 대한 정보가 도착한다.
일차시각피질은 시각 정보를 후두엽의 여러 피질을 거친 다음 궁극적으로 두정엽과 측두엽의 두 방향으로 전달한다. 이들 중 두정엽으로 신호를 전달하는 경로를 '무엇' 경로라고 하는데, 여기서 시각적으로 인지한 사물의 종류가 무엇인지 처리된다. 측두엽으로 신호를 전달하는 경로는 '어디' 경로라고 하는데, 여기서 시각적으로 인지한 사물의 위치나 운동상태가 처리된다.

## 임상적 중요성
뇌출혈 등으로 후두엽의 일차시각피질이 손상되면 병변에 대응되는 위치의 시야를 인지하지 못하게 된다. 이 때 해당 영역이 검게 보이는 것이 아니라, 시야에서 해당 영역이 아예 존재하지 않는 것처럼 인지를 하지 못하게 된다. 일차시각피질 이후의 영역이 손상되면 대뇌성 색맹, 움직임을 인지하지 못하는 무동시, 필기불능증 등이 나타날 수 있다. 후두엽이 뇌전증의 원인인 경우, 특정 시각자극에 의해 뇌전증 발작이 유발될 수 있다. 후두엽 뇌전증은 전체 뇌전증의 5~10% 정도를 차지한다.

## 같이 보기
- 뇌엽
- 인간 두뇌의 영역 목록
- 주시 반사